# Francisco González de Cossío y Rivera
Francisco González de Cossío y Rivera (Santiago de Querétaro; 17 de septiembre de 1913-12 de mayo de 1995) fue un jurista, bibliógrafo escritor e historiador mexicano. Especialista en el período colonial de la Nueva España.

## Biografía
Nació en la Ciudad de Querétaro el 14 de septiembre de 1913, descendiente de una familia culta, adinerada y siendo nieto del ingeniero Francisco González de Cosío y Arauz, quien también fue gobernador del mismo estado a fines del siglo XIX bajo la presidencia de Porfirio Díaz. Siendo hijo de Carlos González de Cosío y Marroquín y Luz María Rivera del Río y Oñate. Su hermano fue el químico Manuel González Cosío.
Desempeñó por un tiempo prolongado el cargo de historiador oficial del Archivo General de la Nación. Enseñó idiomas y literatura europeos modernos en escuelas secundarias. Profesor de Bibliografía de la Historia Mexicana en el Colegio Nacional para Bibliotecarios y Archiveros.

## Obras
Es autor de 72 libros de historia.Editó manuscritos históricos, para los cuales preparó valiosas introducciones, incluyendo los siguientes estudios publicados por la Imprenta Universitaria: Relación Breve de la Fundación de la Cía. de Jesús en México.